# Extra (supermarché)
Extra était une enseigne et un réseau de points de vente de commerce de détail à prédominance alimentaire du secteur de la grande distribution du nord-ouest de l'Allemagne rachetés par le groupe coopératif d'origine allemande REWE Group. À la suite du rachat, l'enseigne Extra a été remplacée par celle de Rewe depuis mars 2009.

## Histoire d'entreprise
Le premier point de vente à l'enseigne Extra a été ouvert par C+C Schaper à Düren. Le réseau s'est d'abord développé en Basse-Saxe et en Rhénanie-du-Nord-Westphalie. 
- En 1996, le groupe Schaper rentre dans le giron de Metro AG à la suite de son rachat par le groupe Asko.
- En 2004 le groupe de distribution alimentaire Metro AG, regroupe en amont l'organisation et l'approvisionnement d'Extra avec celle de Real, mais conserve les deux enseignes.
- En juin 2008, Rewe rachète à Metro AG, les magasins et les enseignes Extra, Comet et Bolle, qui ne commercialisent plus la marque de distributeur Metro.
- En mars 2009, les magasins Extra changent d'enseigne, en arborant le panonceau Rewe, et adoptent leur système de caisse.

## Choix des produits
- alimentaire
- textile
- art de la table
- rayon brun
- jouets

Extra offrait dans son assortiment un choix de 1 000 références de marques de distributeur vendues moins cher que les produits de marque afin de rivaliser avec les hard-discounters comme Lidl et Aldi. La marque de l'enseigne s'appelait Tip un acronyme pour Toll im Preis. À la suite du rachat par le groupe Rewe, cette marque a été remplacée par la marque de distributeur premier prix ja! qui signifie oui!. D'autres marques de distributeur Rewe sont disponibles : la marque Rewe un peu plus onéreux mais respectant un cahier des charges plus qualitatif et la marque Rewe bio apposée sur des produits biologiques.

## Sites économiques
Les magasins Extra étaient implantés dans des villes de plus de 8 000 habitants. Les points de vente étaient situés au centre des villes et disposaient chacun d'un vaste aire de stationnement. Les 252 magasins se situaient principalement en Rhénanie-du-Nord-Westphalie, Rhénanie-Palatinat, Basse-Saxe et Berlin et s'étendaient sur des surfaces de vente comprises entre 2 000 et 3 000 m2.
Les formats de magasins plus petits (800-1 000 m2) s'appelaient Comet et Bolle. Leur politique se résumait par « Ihr frischer Nachbar » signifiant « Votre voisin frais ». Ces magasins recevaient les mêmes marchandises que l'enseigne Extra mais ne suivaient pas la même politique promotionnelle et à ce titre ne faisaient pas les mêmes prospectus et ne proposaient pas la même offre. Ces prospectus s'appelaient extra Franchise.

## Caisses en libre-service
Dans quelques supermarchés certaines caisses étaient en libre-service (self-scanning). Les clients scannaient eux-mêmes leurs achats et plaçaient leurs achats dans un sac distribué gratuitement et disposé sur une balance, ce qui contrôlait le poids des marchandises scannés. Une hôtesse ou un hôte de caisse contrôlait directement ou par ordinateur ce qu'ils achetaient. Par exemple, si un client voulait acheter des boissons alcoolisées, l'hôtesse ou l'hôte pouvait contrôler son âge. Dès le rachat de l'enseigne et des magasins par le groupe REWE, les caisses en libre-service ont été démontées.